# Snow Blankets the Night
Snow Blankets the Night Teddy Geiger lemeze. 2006. december 12-én adták ki karácsony alkalmából. Az Underage Thinking album után jelent meg. A lemez 5 számból áll és a These Walls videóklipjét illetve a For You I Will (Confidence) egyik koncertfelvételét tartalmazza. A számok a karácsonyról szólnak.

## Számok listája
1. I Found an Angel – 3:33
2. Listen – 3:28
3. Our Eyes – 3:51
4. All I Want for Christmas Is You – 2:40
5. These Walls [live at Harro East Ballroom] – 3:50
6. For You I Will (Confidence) [live at Harro East Ballroom] – 4:07
7. These Walls [music video] – 3:39